# 알무하라크 SC
무하라크 클럽(아랍어: نادي المحرق العربي)은 바레인의 축구 클럽으로 페르시아만에 위치한 무하라크섬 지역에서 가장 오래된 축구 클럽이다. 무하라크 클럽은 1928년에 설립 되었고 현재 바레인 프리미어리그 30회 우승으로 최다 우승 기록을 가지고 있다. 무하라크 클럽에는 축구 외에도 농구와 배구팀도 있으며 클럽의 홈 구장 알무하라크 스타디움은 20,000명을 수용할 수 있는 규모의 경기장이다.

## 역대 우승 기록

##### 국내
- 바레인 프리미어리그

우승 (35): 1957, 1958, 1960, 1961, 1962, 1963, 1964, 1965, 1966, 1967, 1970, 1971, 1973, 1974, 1976, 1980, 1983, 1984, 1986, 1988, 1991, 1992, 1995, 1999, 2001, 2002, 2004, 2006, 2007, 2008, 2009, 2011, 2015, 2018, 2025
- 바레인 킹스컵

우승 (26): 1952, 1953, 1954, 1958, 1959, 1961, 1962, 1963, 1964, 1966, 1967, 1972, 1974, 1975, 1978, 1979, 1983, 1984, 1989, 1990, 1993, 1996, 1997, 2002, 2005, 2008
- 바레인 FA컵

우승 (1): 2005
- 바레인 크라운프린스컵

우승 (3): 2001, 2006, 2007
- 바레인 슈퍼컵

우승 (1): 2006

##### 아시아
- 아시안 컵 위너스컵 준우승

우승 (1): 1991
- AFC컵 준우승

우승 (1): 2006

## 선수 명단

### 현역
참고: FIFA 자격 규정에 따라 소속된 국가대표팀 국기를 표시합니다. 선수는 복수의 FIFA 비회원국 국적을 가지고 있을 수 있습니다.
| 번호 | 포지션 | 국적   | 이름                     |
| ---- | ------ | ------ | ------------------------ |
| 3    | DF     |        | 왈리드 알하얌            |
| 8    | MF     | 튀니지 | 왈리드 카루이            |
| 11   | FW     | 모로코 | 수피안 마루크            |
| 21   | GK     |        | 사이이드 무함마드 자파르 |
| 28   | MF     | 튀니지 | 모하메드 알리 트라벨시   |

| 번호 | 포지션 | 국적 | 이름 |
| ---- | ------ | ---- | ---- |